# Jens Lapidus
Jens Jacob Lapidus (født 24. maj 1974) er en svensk forfatter og tidligere forsvarsadvokat. Han er bedst kendt for sine krimier, der handler om Stockholms kriminelle underverden.

## Liv og karriere
Jens Lapidus voksede op i Gröndal-distriktet i Hägersten-Liljeholmen, Stockholms kommun. Han gik på Frans Schartaus Handelsinstitut og uddannede sig derefter til advokat. Han har også studeret individuelle kurser i idéhistorie, nationaløkonomi og praktisk filosofi.
Lapidus var ansat ved advokatfirmaet Mannheimer Swartling i årene 2004 til 2007. I 2006 debuterede han som forfatter med romanen Cash, som blev rost af flere kritikere. Bogen er blevet anset for at være noget helt nyt i svensk spændingslitteratur. Cash blev efterfulgt af Aldrig fucke op i 2008 og Livet de luxe i 2011. Året efter udkom novellesamlingen Mor prøvede og romanen VIP-rummet blev udgivet i 2014.
I april 2017 meddelte Jens Lapidus, at han ville trække sig fra advokatbranchen for at arbejde som forfatter på fuld tid. Han har udover sine krimier udgivet en børnebogsserie ved navn Dillstaligan, hvor den første bog udkom i 2020. Serien er lavet i samarbejde med hans hustru Hedda.
Ved siden af sit forfatterskab har Lapidus siden 2021 været ansat på tv-kanalen TV4, hvor han blandt andet bidrager med kommentarer til juridiske spørgsmål.